# Bernardswiller
Bernardswiller je občina v departmaju Bas-Rhin francoske regije Alzacija.
Leta 2008 je v občini živelo 1.427 oseb oz. 258 oseb/km².